# Оглядівська сільська рада
| Оглядівська сільська рада — колишній орган місцевого самоврядування у Радехівському районі Львівської області з адміністративним центром у с. Оглядів. Історична дата утворення: в 1939 році. Водоймища на території, підпорядкованій даній раді: річка Радославка. Сільській раді підпорядковані населені пункти: - с. Оглядів - с. Гута-Скляна - с. Дубини - с. Монастирок-Оглядівський - с. Опліцько |

## Склад ради
Рада складається з 16 депутатів та голови.

### Керівний склад ради
| ПІБ                            | Основні відомості                                                                             | Дата обрання | Дата звільнення |
| ------------------------------ | --------------------------------------------------------------------------------------------- | ------------ | --------------- |
| Ростикус Михайло Васильович    | Сільський голова, 1951 року народження, освіта, член Конгресу Українських Націоналістів       | 26.03.2006   | 01.05.2007      |
| Маковецький Михайло Васильович | Сільський голова, 1947 року народження, освіта, член Всеукраїнського об'єднання «Батьківщина» | 19.08.2007   | 31.10.2010      |
| Олійник Оксана Йосипівна       | Сільський голова, 1961 року народження, освіта незакінчена вища, позапартійна                 | 31.10.2010   |                 |

Примітка: таблиця складена за даними джерела